# Carolina Nagher
Carolina Nagher fou una mezzosoprano italiana.
Va crear diversos papers per a Rossini al Teatro San Moisè de Venècia: Lucilla a La scala di seta, Ernestina a L'occasione fa il ladro i Marianna a Il signor Bruschino.